# Beteta
Beteta è un comune spagnolo di 293 abitanti situato nella comunità autonoma di Castiglia-La Mancia.
Il comune comprende, oltre al capoluogo omonimo, i nuclei abitati di Valtablado de Beteta e di El Tobar.